# Gayamdompo
Gayamdompo is een bestuurslaag in het regentschap Karanganyar van de provincie Midden-Java, Indonesië. Gayamdompo telt 5318 inwoners (volkstelling 2010).